# Javier Ferreira (futbolista paraguayo)
Javier Ferreira (San Pedro de Ycuamandiyú, Paraguay, 15 de febrero de 1992) es un futbolista paraguayo. Juega de delantero y luego de su paso por Acción juvenil de general Deheza, está militando en Estudiantes de Rio Cuarto en esta temporada. 

## Clubes
| Club                  | País      | Año           |
| --------------------- | --------- | ------------- |
| Defensa y Justicia    | Argentina | 2013          |
| Almagro               | Argentina | 2014          |
| Flandria              | Argentina | 2014          |
| Central Córdoba (SdE) | Argentina | 2015          |
| Rangers               | Chile     | 2016          |
| Atlético Güemes       | Argentina | 2016-2017     |
| Estudiantes (RC)      | Argentina | 2018-2022     |
| Deportivo Madryn      | Argentina | 2023          |
| Atlanta               | Argentina | 2023          |
| Acción Juvenil        | Argentina | 2024-presente |

Estudiantes de Rio Cuarto 2025 Presente 